# Africa meridionale
L'Africa meridionale, Africa del Sud o Africa australe è la porzione meridionale del continente africano. Bagnata a est dall'oceano Indiano e a ovest dall'oceano Atlantico, è formata da Angola, Botswana, Comore, Lesotho, Madagascar, Malawi, Mauritius, Mozambico, Namibia, Sudafrica, eSwatini, Zambia e Zimbabwe. Dal punto di vista geopolitico è considerata una regione unipolare, con il Sudafrica come unica potenza locale.

## Africa meridionale ONU
In base alla ripartizione del mondo effettuata dall'Organizzazione delle Nazioni Unite (ONU), l'Africa meridionale è una delle macroregioni in cui è divisa l'Africa.
Essa include cinque Paesi: Botswana, Lesotho, Namibia, Sudafrica ed eSwatini.

## Africa meridionale geografica
Geograficamente possono essere compresi nella definizione di Africa meridionale anche:
- Angola, inclusa nell'Africa centrale
- Madagascar, Mozambico, Malawi, Zambia e Zimbabwe, inclusi nell'Africa orientale
- Comore, Mauritius e Seychelles, piccoli stati-isola dell'Oceano Indiano inclusi nell'Africa orientale
- Mayotte e La Réunion, dipartimenti francesi d'oltremare nell'Oceano Indiano.

## Comunità di sviluppo dell'Africa meridionale
Tutti i Paesi sopra elencati ad eccezione di Comore, Seychelles e dei dipartimenti francesi d'oltremare formano con Tanzania e Repubblica Democratica del Congo la Comunità di sviluppo dell'Africa meridionale (SADC), un'organizzazione con lo scopo di promuovere la cooperazione e lo sviluppo economico della regione.